# Rygård

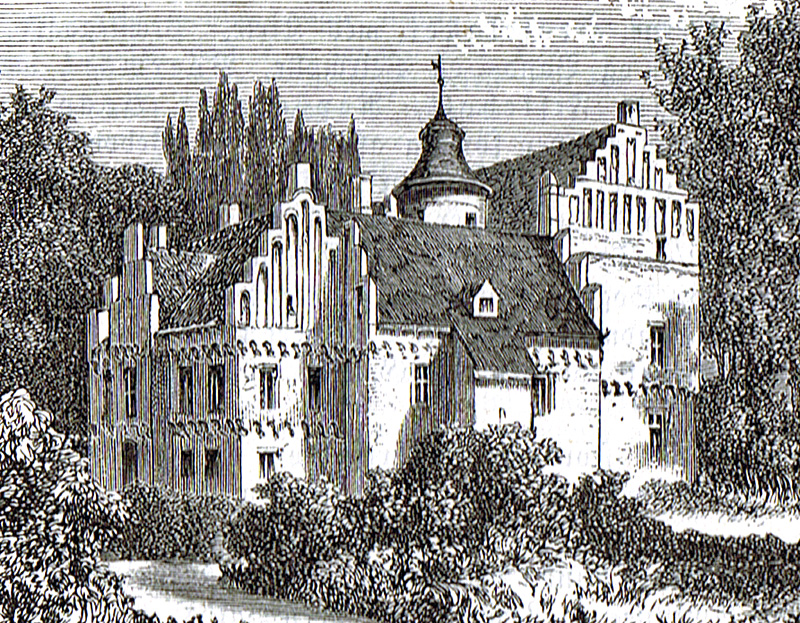
Rygård omkring 1870

Rygård är ett slott i Langå Sogn vid Ørbæk på Sydøstfyn.
Gården omtalas första gången 1372. 1534 erövrades gården av de upproriska. Dess ägare då var Johan Urne, vars son Kristoffer Urne 1537 ärvde slottet. På grund av anklagelser mot kungen och kanslern Johan Friis att ha förgiftat Kristoffer Urnes morbror biskop Rönnow i Roskilde kastades Urne 1549 i fängelse, och frigavs först 1562. Före sitt fängslande lät han uppföra tre av borgens flyglar.
1920 ägdes borgen av greve Moltke-Hvitfeldt, som även var ägare till det närbelägna 1700-talsslottet Glorup.